# Декортикация (сельское хозяйство)

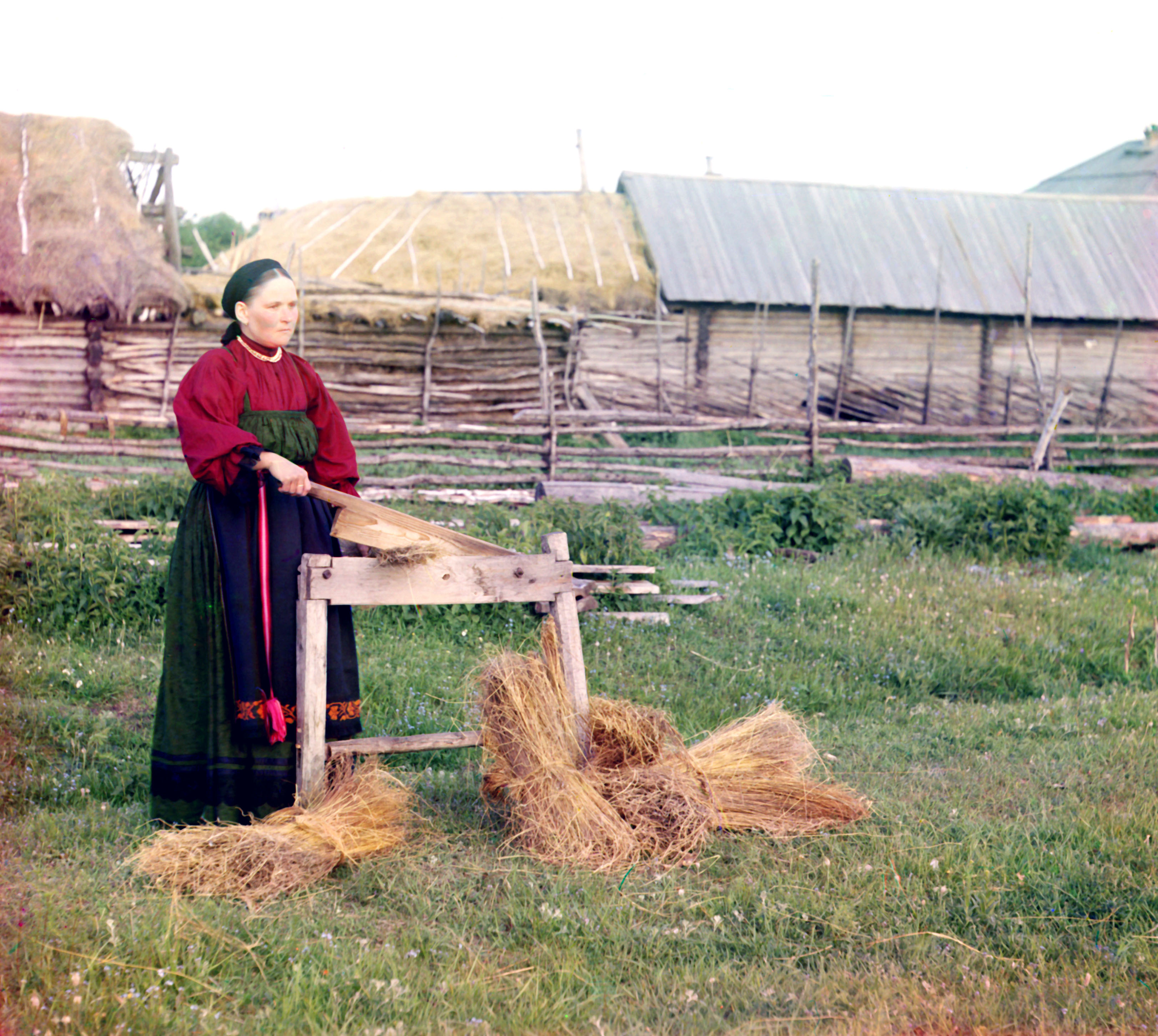
Получение костры из льна в Пермской губернии, 1910. Фото Прокудина-Горского из коллекции достопримечательностей Российской империи

Декортика́ция (от лат. decorticatio — очистка от коры) — механический способ отделения луба прядильных растений (кендыря, кенафа, канатника, конопли) от костры без предварительной мочки. Получаемый при декортикации луб отличается от мочёного тем, что в нём волокно не освобождено от склеивающих пектиновых веществ, а следовательно, непригодно для изготовления пеньки. Однако он может быть использован для производства фибры, картона, бумаги, либо для выделения волокна с помощью варки луба.
В качестве альтернативного способа обработки волокнистых растений декортикация применялась уже в XVI веке. Франсуа Рабле (см. Пантагрюэлион) описывает примитивный декортикатор — «особый резальный инструмент, напоминающий сложенные пальцы разгневанной Юноны, когда она хотела помешать Алкмене произвести на свет Геркулеса — этот инструмент расплющивает, отрезает и отбрасывает, как ненужную, деревянистую часть, волокна же высвобождает».
Поскольку спрос на декортицированное волокно был невелик, механизация этого процесса произошла достаточно поздно. Первый промышленный декортикатор Шлихтена был запущен в серийное производство в США во второй половине 1930-х годов, однако не получил распространения в связи с введённым в 1937 году «Налогом на марихуану», который сделал коноплеводство экономически нерентабельным. В настоящее время промышленные декортикаторы не выпускаются.